# 营口兰旗机场
营口兰旗机场简称营口机场，是辽东湾地区枢纽机场、环渤海地区重要机场、东北地区主要民用机场之一 ，于2016年2月3日正式通航。兰旗机场位于营口市沿海新区兰旗村附近，距离中心城区约17公里，距高铁营口东站15公里，距沈海高速（G15）营口南进出站仅9公里。机场规划建设等级为4C。机场航站楼面积共2万余平方米，已对外开放面积8000余平方米；共6个C类站坪机位。
营口民用机场命名获得中国民用航空局《关于营口民用机场命名的答复》(民航综机函〔2013〕10号)文件批复。这个文件明确“营口兰旗机场”为营口民用机场的名称，其英文名称为“YINGKOU LANQIAIRPORT”。营口兰旗机场名称符合《地名管理条例》和《民用机场使用许可规定》(民航总局令第156号)的有关规定。今后，凡涉及营口机场有关文件、资料、图纸及其他出版物等均应以此名为准。

## 航点
‌2025年度夏秋航班计划（3月30日至10月25日），机场运营航线3条，通航城市4个。
| 航空公司       | 目的地                 |
| -------------- | ---------------------- |
| 吉祥航空（HO） | 上海/浦东、南京        |
| 九元航空（AQ） | 广州（经停无锡）、无锡 |

## 最近机场
距离营口机场的机场是鞍山机场，直线距离只有75公里。